# Sivapithecus
Sivapithecus é um género de primata extinto da subfamília Ponginae, família Hominidae. Os fósseis deste género são datados de 12,5 a 8,5 milhões de anos de antiguidade, do Mioceno, e achados desde o século XIX em Siwalik Hills, no que atualmente é conhecido como Índia e Paquistão. As espécies do género podem ter dado origem aos orangotangos modernos.

## Espécies
Atualmente, são reconhecidas geralmente três espécies. Os fósseis de Sivapithecus indicus datam de aproximadamente 12,5 a 10,5 milhões de anos de antiguidade. S. sivalensis viveu entre 9,5 e 8,5 milhões de anos atrás. Em 1988, foi descrita uma terceira espécie, significativamente maior, denominada S. parvada, datada por volta de 10 milhões de anos de antiguidade.
Em 1982, David Pilbeam publicou uma descrição de um fóssil significativo descoberto: grande parte da face e mandíbula de um Sivapithecus. O espécime apresentava muitas semelhanças com o crânio de um orangotango, o que reforçou a teoria (sugerida previamente por outros cientistas) de que o Sivapithecus está estreitamente relacionado com os orangotangos.